# Fontivillié
Fontivillié – gmina we Francji, w regionie Nowa Akwitania, w departamencie Deux-Sèvres. W 2016 roku liczba ludności wynosiła 893 mieszkańców. 
Gmina została utworzona 1 stycznia 2019 roku z połączenia dwóch ówczesnych gmin: Chail oraz Sompt. Siedzibą gminy została miejscowość Chail. 